# Эмс, Йонас
Йо́нас Эмс (нем. Jonas Ems; 26 августа 1986, Хамм) — немецкий гребец-байдарочник, выступал за сборную Германии во второй половине 2000-х — первой половине 2010-х годов. Участник двух летних Олимпийских игр, чемпион Европы и мира, победитель многих регат национального и международного значения.

## Биография
Йонас Эмс родился 26 августа 1986 года в городе Хамм. Активно заниматься греблей начал с раннего детства, проходил подготовку в Эссене в местном одноимённом спортивном клубе «Эссен».
Первого серьёзного успеха на взрослом международном уровне добился в 2005 году, когда попал в основной состав немецкой национальной сборной и побывал на чемпионате Европы в польской Познани, откуда привёз награду бронзового достоинства, выигранную в зачёте четырёхместных байдарок на дистанции 200 метров. Кроме того, в этом сезоне выступил на чемпионате мира в хорватском Загребе и в той же дисциплине стал там серебряным призёром. Два года спустя одержал победу на европейском первенстве в испанской Понтеведре и на домашнем мировом первенстве в Дуйсбурге — обе золотые медали получил в одиночках на двухстах метрах.
Благодаря череде удачных выступлений удостоился права защищать честь страны на летних Олимпийских играх 2008 года в Пекине, стартовал здесь в одиночках на дистанции 500 метров, однако сумел дойти только до стадии полуфиналов, где финишировал шестым.
В 2009 году Эмс добавил в послужной список две серебряные награды, полученные на домашнем чемпионате Европы в Бранденбурге в одиночках на двухстах метрах и эстафете 4 × 200 м, а также серебряную награду, выигранную в эстафете на чемпионате мира в канадском Дартмуте. В сезоне 2012 года взял серебро на европейском первенстве в хорватском Загребе, став вторым в двухсотметровой гонке двухместных экипажей. Будучи одним из лидеров гребной команды Германии, благополучно прошёл квалификацию на Олимпийские игры в Лондоне — вместе с титулованным напарником Рональдом Рауэ вышел в финальную стадию двухсотметровой программы двоек и занял в решающем заезде восьмое место.
После лондонской Олимпиады Йонас Эмс ещё в течение некоторого времени оставался в основном составе немецкой национальной сборной и продолжал принимать участие в крупнейших международных регатах. Так, в 2013 году он выступил на чемпионате Европы в португальском городе Монтемор-у-Велью, где стал серебряным призёром в двойках на двухстах метрах, а также побывал на домашнем чемпионате мира в Дуйсбурге, где в той же дисциплине получил бронзу. Вскоре по окончании этих соревнований принял решение завершить карьеру профессионального спортсмена, уступив место в сборной молодым немецким гребцам.
Женат на немецкой байдарочнице Фредерикке Лойе, серебряной и бронзовой призёрке чемпионатов мира.